# Callyspongia siphonella
Callyspongia siphonella är en svampdjursart som först beskrevs av Claude Lévi 1965.  Callyspongia siphonella ingår i släktet Callyspongia och familjen Callyspongiidae.
Artens utbredningsområde är Röda havet. Inga underarter finns listade i Catalogue of Life.